# Gaston Van Hazebroeck
Gaston Van Hazebroeck (* 1906; † unbekannt) war ein belgischer Eisschnellläufer.
Van Hazebroeck wurde in den Jahren 1924 und 1927 belgischer Meister im Mehrkampf und lief bei den Olympischen Winterspielen 1924 in Chamonix auf den 22. Platz über 500 m und jeweils auf den 17. Rang über 5000 m und 1500 m. Bei der Mehrkampf-Europameisterschaft 1926 in Chamonix errang er den achten Platz.

## Persönliche Bestleistungen
| Disziplin | Zeit        | Datum           | Ort      |
| --------- | ----------- | --------------- | -------- |
| 500 m     | 53,0 s      | 26. Januar 1926 | Chamonix |
| 1500 m    | 2:54,8 min  | 25. Januar 1924 | Chamonix |
| 5000 m    | 10:13,8 min | 25. Januar 1924 | Chamonix |
| 10000 m   | 22:44,2 min | 24. Januar 1926 | Chamonix |